# Neuné
Le Neuné ou Neune [nœːne] est une rivière française qui coule dans le département des Vosges, en région Grand Est. C'est un affluent droit de la Vologne, donc un sous-affluent de la Moselle et du Rhin.

## Géographie
Le Neuné naît sur le territoire de la commune de Gerbépal, au lieu-dit Fond-Goutte, à 762 m d'altitude dans le parc naturel régional des Ballons des Vosges, où se déroule une partie de son cours.
De 24,5 km de longueur, il se dirige d'abord vers le nord-ouest, puis vers l'ouest, enfin vers le sud-ouest et finit par confluer avec la Vologne, en rive droite, au niveau de la petite localité de Champ-le-Duc, à 444 m d'altitude. Il est rejoint par son principal affluent gauche le Bheumey sur le territoire de la Chapelle-devant-Bruyères.

### Communes traversées
Dans le seul départements des Vosges le Neuné traverse les huit communes suivantes, dans le sens amont vers aval, de Gerbépal (source), Corcieux, la Chapelle-devant-Bruyères, La Houssière, Biffontaine, les Poulières, Laveline-devant-Bruyères et Champ-le-Duc (confluence).
Soit en termes de cantons, le Neuné prend source dans le canton de Corcieux, traverse le canton de Brouvelieures, et conflue dans le canton de Bruyères, le tout dans les deux arrondissements de Saint-Dié-des-Vosges et d'Épinal.
Cependant la communauté de communes du Val de Neuné regroupe les communes de Gerbépal, Corcieux, les Arrentès-de-Corcieux, La Houssière, Biffontaine, les Poulières, la Chapelle-devant-Bruyères, Vienville et depuis le 1er janvier 2014, Barbey-Seroux.

### Bassin versant
Le Neuné traverse une seule zone hydrographique 'Le Neuné' (A433) de 97 km2 de superficie. Ce bassin versant est constitué à 49,27 % de « territoires agricoles », à 47,88 % de « forêts et milieux semi-naturels », à 2,73 % de « territoires artificialisés ».

## Affluents
Le Neuné a quatre affluents référencés et davantage sur Géoportail :
- Ruisseau de la Goutte (rg) sur la seule commune de  Gerbépal
- Ruisseau du Moulin de Rambaville (rg) défluence du ruisseau de la Goulle entièrement sur la commune de Corcieux
- Ruisseau des Bouleaux (rd) sur les communes de  Gerbépal et Corcieux
- défluence du  Ruisseau des Grandes Corvées  en amont de l'agglomération de Corcieux
- Le Ruisseau de la Goulle (rg) appelé également'  Ruisseau des Trexons  sur la partie amont 7,5 km sur les communes de  Gerbépal (source) et Corcieux (confluence)[4] avec un affluent :
  - Ruisseau de Rayrand  (rg) 5,8 km sur les trois communes de  Gerbépal, les Arrentès-de-Corcieux et Corcieux avec deux affluents :
    -  Ruisseau de Lenvergoutte (rg) 1,5 km sur la seule commune de Gerbépal
    - Le Lourdon (rd) 1.6 km sur la seule commune de Gerbépal
- Ruisseau du Ruxurieux (rd) 5,3 km sur les deux communes de Corcieux et La Houssière
- Le Xavé  (rg) 8,7 km sur les trois communes de Arrentès-de-Corcieux (source), Corcieux et La Houssière (confluence)[5] avec deux affluents :
  -  Ruisseau des Bans (rd) sur les deux communes de Les Arrentès-de-Corcieux et de Corcieux
  -  Ruisseau des Voides (rg) sur les communes de Vienville et de Corcieux
- Ruisseau de Noiregoutte (rd) 1,4 km sur la seule commune de la Houssière
- Ruisseau de Biffontaine ou Ruisseau de Belmont (rd) 2,8 km sur les deux communes de Biffontaine (source) et Les Poulières (confluence)[6],[7].
- Ru des Pins (rd) 3,1 km sur la seule commune de Les Poulières
- Le B'Heumey ou Bheumey (rg) 7,9 km sur les quatre communes de Arrentès-de-Corcieux (source) Corcieux, Vienville et La Chapelle-devant-Bruyères (confluence)[5]avec un affluent :
  - Ruisseau de Hubert-Prés (rg) sur la seule commune de La Chapelle-devant-Bruyèresavec un affluent :
    -  Ruisseau de Réangoutte (rg) sur la seule commune de La Chapelle-devant-Bruyères
- Ruisseau des Graviers  (rd) sur la seule commune de La Chapelle-devant-Bruyères
- Ruisseau des Friches défluent de 4,1 km provenant de la Vologne

Donc le rang de Strahler est de quatre.

## Hydrologie
Le Neuné est une rivière fort abondante.

### Le Neuné à Laveline-devant-Bruyères
Son débit a été observé depuis 1986 durant une période de 29 ans (1986-2014), à Laveline-devant-Bruyères, localité située à peu de distance de son confluent avec la Vologne. La surface étudiée est de 96 km2, soit 99 % du bassin versant total de la rivière.
Le module ou moyenne annuelle de son débit est à Laveline-devant-Bruyères est de 2,15 m3/s.
Le Neuné affiche des fluctuations saisonnières de débit modérées. La période des hautes eaux se déroule en saison hivernale, et présente des débits mensuels moyens oscillant entre 2,52 et 3,38 m3/s, de novembre à mars inclus (avec deux maxima, le premier en décembre et un second en mars). Dès le mois d'avril, le débit diminue fortement puis la décrue se poursuit pour aboutir à la période des basses eaux, qui se déroule de juillet à septembre, avec une baisse du débit mensuel moyen allant jusqu'à 0,939 m3/s au mois d'août, ce qui reste très confortable pour un aussi petit cours d'eau. Mais les fluctuations de débit peuvent être plus importantes d'après les années et sur des périodes plus courtes.

### Étiage ou basses-eaux
À l'étiage le VCN3 peut chuter jusque 0,280 m3/s, en cas de période quinquennale sèche, soit 280 litres par seconde, ce qui n'est pas trop sévère.

### Crues

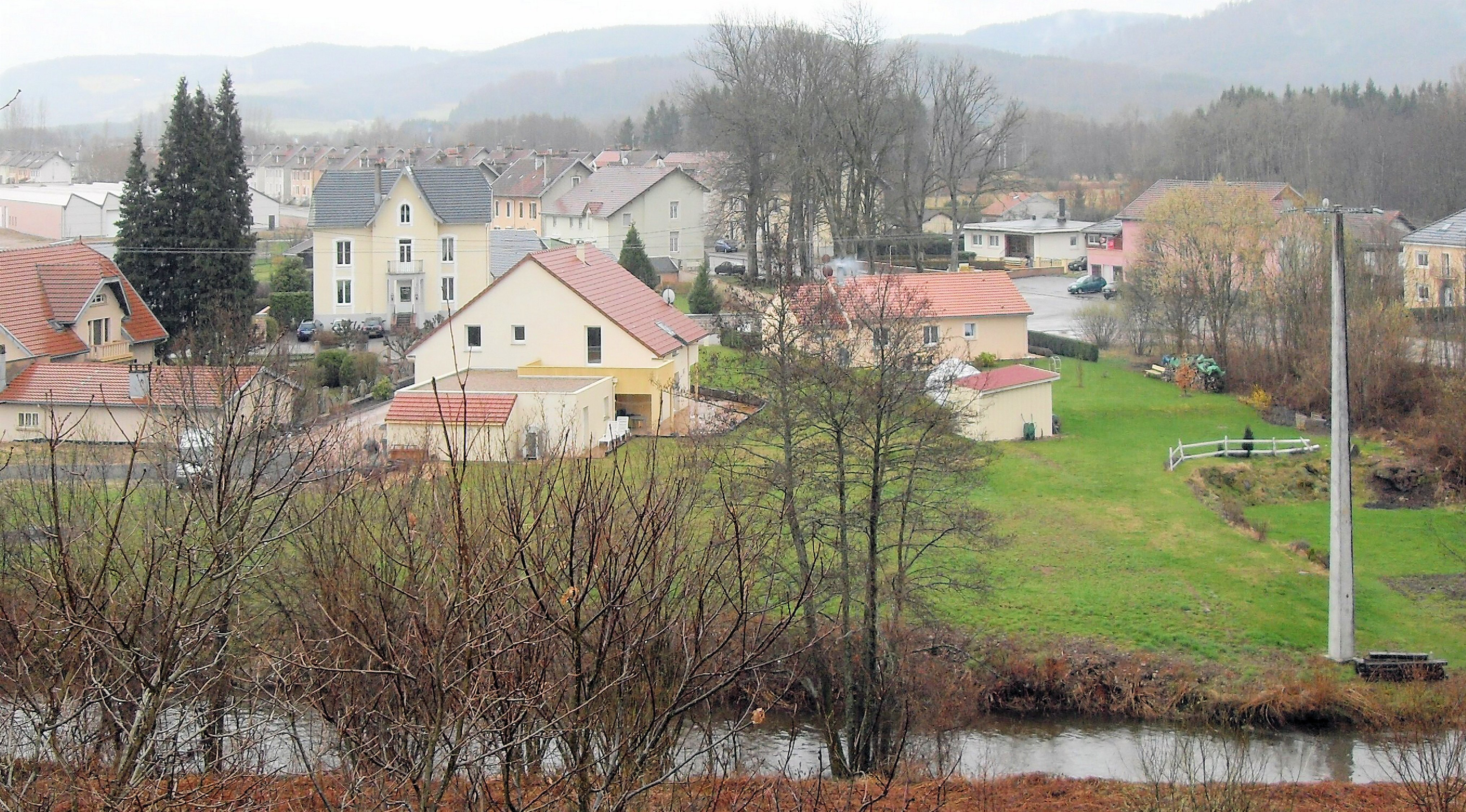
Le Neuné à Laveline-devant-Bruyères.

Les crues peuvent être assez importantes, compte tenu de l'exiguïté du bassin versant. Les QIX 2 et QIX 5 valent respectivement 19 et 26 m3/s. Le QIX 10 est de 31 m3/s, le QIX 20 de 35 m3/s, tandis que le QIX 50 est de 40 m3/s. Le volume des crues du Neuné se montent ainsi à plus de 30 % de celles de la Vologne.
Le débit instantané maximal enregistré à Laveline-devant-Bruyères durant cette période, a été de 36,3 m3/s le 30 décembre 2001, tandis que le débit journalier maximal enregistré était de 32,6 m3/s le 4 octobre 2006. Si l'on compare le premier de ces chiffres aux valeurs des différents QIX de la rivière, l'on constate que cette crue était d'ordre vicennal et donc statistiquement destinée à se répéter tous les 20 ans environ. La hauteur maximale instantanée a été de 167 cm le 3 octobre 2006.

### Lame d'eau et débit spécifique
La lame d'eau écoulée dans son bassin versant est de 710 millimètres annuellement, ce qui est environ deux fois supérieur à la moyenne d'ensemble de la France tous bassins confondus, et nettement supérieur à la moyenne du bassin français de la Moselle (445 millimètres par an en aval de Metz). Le débit spécifique de la rivière (ou Qsp) affiche de ce fait un chiffre solide : 22,4 litres par seconde et par kilomètre carré de bassin.

## Écologie

### Faune et flore

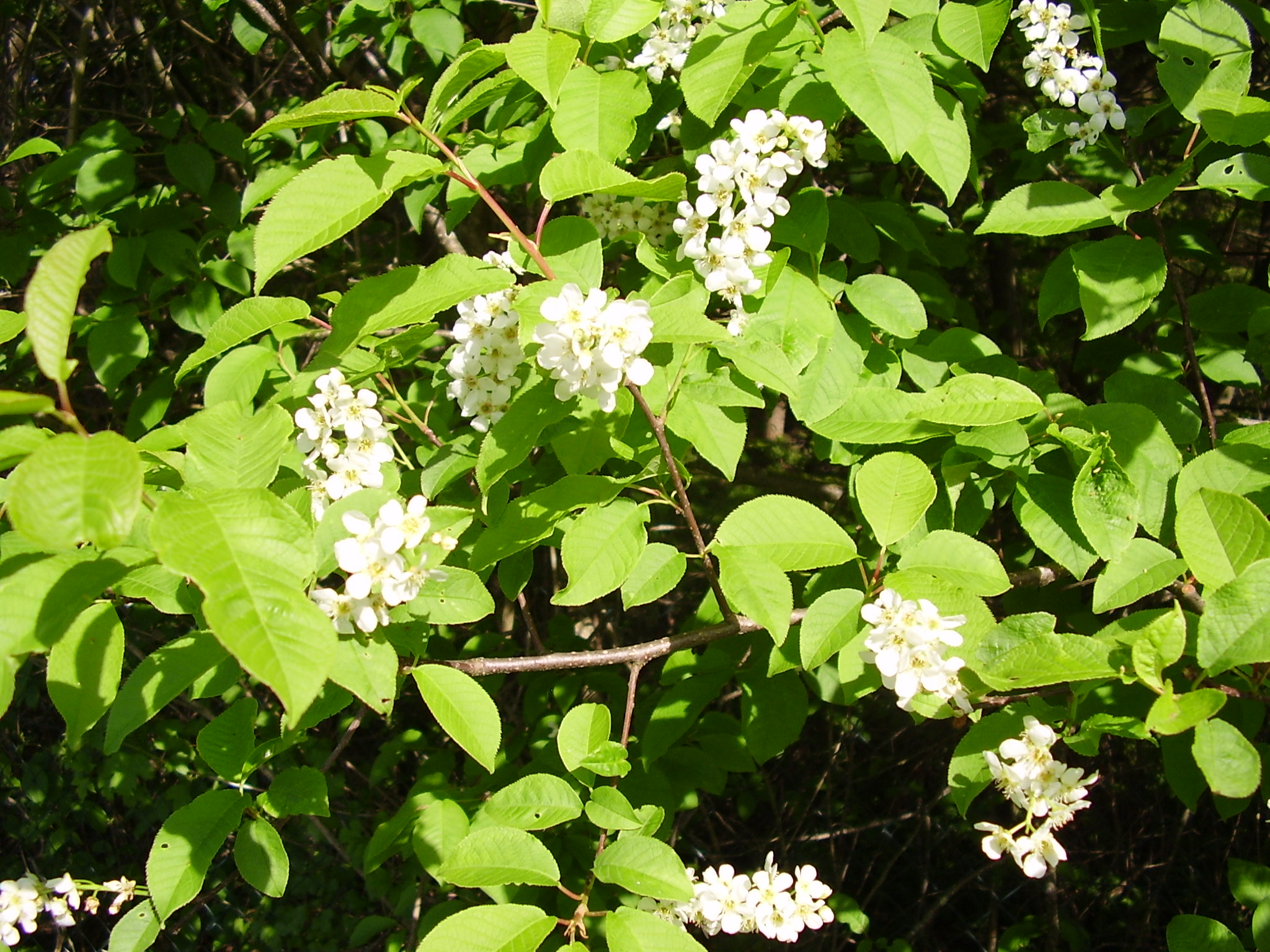
Floraison dAmelanchier spicata à Biffontaine.

Le Neuné était autrefois réputé pour ses moules perlières, ou mulettes, en grand danger d'extinction comme dans les autres cours d'eau. En revanche, le Castor d'Europe s'est bien installé dans le cours inférieur du Neuné. Par ailleurs, la vallée du Neuné compte une population importante d'Amélanchiers en épis, arbuste originaire d'Amérique du Nord, connu localement sous le nom vernaculaire de "petit".